# Adrianus van Valckenburg
Adrianus Falcoburgius (em alemão: Adrian van Valckenburg; Leida, 1.º de novembro de 1581 – 1650) foi um Doutor em Medicina, cirurgião e anatomista holandês.  
Era filho de Cornelis Jansz. van Valckenburg e de sua esposa Claertegen Adraensdr. van Birkel.  
Foi educado em Leiden, mais tarde estudou Filosofia e História seguido de Teologia, e teve por professores Lucas Trelcatius, o Velho (1542–1602), Francisco Gomaro (1563–1641) e Jacó Armínio (1559–1609). Porém as guerras religiosas o fizeram mudar seus planos de estudos para Medicina, formando-se em 19 de Junho de 1621, aos 40 anos de idade.  
Durante toda a sua vida foi um homem conservador e avesso a novas teorias, por exemplo, não concordava com a teoria de William Harvey sobre a circulação do sangue.
Em fevereiro de 1624 tornou-se Professor de Medicina da Universidade de Leiden e sucedeu a Reineryus Bontius (1576-1623) no cargo desde 1617.